# Lotfi Zadeh
Lotfi Asker Zadeh właściwie Lotfi Aliaskerzadeh (ur. 4 lutego 1921 w Baku, zm. 6 września 2017 w Berkeley) – amerykański automatyk pochodzenia azerskiego.

## Życiorys
Uczył się w liceum Mandegar Alborz, studiował na Uniwersytecie Teherańskim, a w 1944 roku przeniósł się do USA. W 1946 roku uzyskał tytuł Master of Science w zakresie inżynierii elektrycznej na Uniwersytecie Columbia, a w 1949 doktorat z tej samej dziedziny tamże. Pracownik Uniwersytetu Kalifornijskiego w Berkeley od 1959 roku.
Głównym zagadnieniem, którym się zajmował jest soft computing. Twórca teorii zbiorów rozmytych (fuzzy set, 1965) i logiki rozmytej (1973). Zainteresowania naukowe: sztuczna inteligencja, logika, lingwistyka, teoria sterowania, systemy ekspertowe i sieci neuronowe.
Był członkiem IEEE, AAAS, ACM, AAAI oraz IFSA. Otrzymał wiele doktoratów honoris causa, w tym w Polsce od Politechniki Śląskiej w Gliwicach. Laureat Medalu Hamminga (1992).